# روبرتو گارسیا (بازیکن فوتبال، زاده ۱۹۷۳)
روبرتو گارسیا (انگلیسی: Roberto García؛ زادهٔ ۳۰ مهٔ ۱۹۷۳) بازیکن فوتبال اهل اسپانیا است.
از باشگاه‌هایی که در آن بازی کرده‌است می‌توان به باشگاه فوتبال اوئسکا و باشگاه فوتبال والنسیا اشاره کرد.
وی همچنین در تیم ملی فوتبال زیر ۲۰ سال اسپانیا بازی کرده‌است.